# 米亚哈达斯之战
米亚哈达斯之战（法语：Combat de Miajadas）发生于1809年3月21日，此役发生在西班牙米亚哈达斯。此役中由胡安·德·恩涅斯托萨将军率领的西班牙骑兵伏击了由雅克·杰瓦斯上校指挥的法军第10骑兵团。当两个西班牙骑兵团从侧翼发起袭击时，法国士兵伤亡惨重。

## 背景

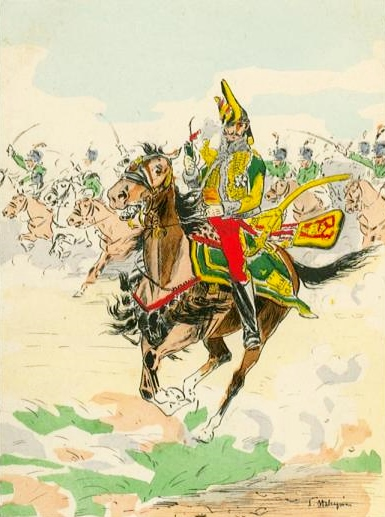
拉萨尔将军是法国最有才华的骑兵指挥官之一，他的骑兵师负责追击西班牙军队

在击败英国-西班牙联军后，拿破仑于1809年1月返回法国与奥地利对峙。在他离开之前，他命令他的兄弟西班牙国王约瑟夫·波拿巴控制安达卢西亚。克洛德-维克托·佩兰元帅的第一军团负责这次行动：第一军团包括弗朗索瓦·阿马布尔·鲁芬、欧仁-卡西米尔·维拉特和让·弗朗索瓦·勒瓦尔将军指挥的三个步兵师、拉萨尔和维克多·德·拉图尔-莫布尔指挥的两个骑兵师以及亚历山大-安托万·胡罗·德·塞纳蒙的炮兵，总兵力有20,000人并有50门火炮。
战役于1809年3月15日开始。法国军队在几个地方同时越过塔霍河并在阿尔马拉斯汇合，该地由格雷戈里奥·加西亚·德拉奎斯塔率领的西班牙埃斯特雷马杜拉军队防守。德帕克公爵的部队在梅萨斯德沃尔被勒瓦尔将军的师击败。此次战败迫使德拉奎斯塔从瓜地亚纳河防线撤退。在撤退期间，胡安·德·恩涅斯托萨将军率领的西班牙骑兵成为后卫的一部分。另一方面，拉萨尔的骑兵师率领法军展开追击，该师由第5和第10骑兵团、第2骠骑兵团和第9龙骑兵团组成。
3月20日，第5骑兵团和西班牙骑兵在贝罗卡尔发生了第一次冲突。西班牙骑兵被法国骑兵击退，损失惨重，有10人阵亡和15人受伤。第二天，当德拉奎斯塔的部队继续撤退时，恩涅斯托萨将军决定伏击他的法国追兵。

## 行动
那天，在拉萨尔的其他部队抵达之前，由雅克·杰瓦斯上校指挥的法军第10骑兵团在没有注意到西班牙后卫部队的情况下抵达了米亚哈达斯附近。看到这个孤立的团，恩涅斯托萨在米亚哈达斯投放了一支小型骑兵分队以引诱法军，并将自己的两个骑兵团藏在路的两边。杰瓦斯的部队随后上当，开始冲向村外的几名西班牙骑兵。埋伏中的西班牙骑兵立即发起冲锋，迅速战胜了第10骑兵团，法军伤亡惨重。然后，恩涅斯托萨得以在没有被追击的情况下撤退。

## 结果
根据英国-西班牙消息来源，在战斗结束时，第10骑兵团有63人阵亡、70人受伤。西班牙人的损失则非常少。
米亚哈达斯的挫折迫使拉萨尔减缓了追击的速度，让德拉奎斯塔有时间得到增援。西班牙将军对他后卫部队的成功充满信心，将他的军队部署在麦德林的高地，法国人于3月23日早上抵达麦德林。随后的战斗起初对西班牙人有利，但很快就变成了灾难。在左边，拉萨尔的骑兵屠杀了他的西班牙对手，并砍死许多逃跑的士兵，为在米亚哈达斯阵亡的法国士兵报仇。

## 引注
1. ↑  Hourtoulle & Girbal 1979，第209–215,218頁.
2. ↑  Hourtoulle & Girbal 1979，第215頁.
3. ↑  Hourtoulle & Girbal 1979，第215-216頁.
4. 1 2 3  Hourtoulle & Girbal 1979，第216頁.
5. 1 2  Rickard 2008.
6. ↑  Borreill 2005.
7. ↑  Hourtoulle & Girbal 1979，第222-223頁.